# Venecia (ort i Colombia, Cundinamarca, lat 4,09, long -74,48)
Venecia är en ort i Colombia.   Den ligger i departementet Cundinamarca, i den centrala delen av landet, 70 km sydväst om huvudstaden Bogotá. Venecia ligger 1 641 meter över havet och antalet invånare är 1 307.
Terrängen runt Venecia är kuperad västerut, men österut är den bergig. Runt Venecia är det ganska tätbefolkat, med 54 invånare per kvadratkilometer. Närmaste större samhälle är Icononzo, 11,6 km nordväst om Venecia. I omgivningarna runt Venecia växer i huvudsak städsegrön lövskog.